# Cross-country na Zimowych Światowych Wojskowych Igrzyskach Sportowych 2013
Cross-country na 2. Zimowych Światowych Wojskowych Igrzyskach Sportowych – jedna z zimowych dyscyplin sportu rozgrywanych podczas igrzysk wojskowych w miejscowości Annecy położonej we Francji w dniach 26 - 28 marca 2013.

## Harmonogram
| Marzec 2013   | 25 Pn | 26 Wt | 27 Śr | 28 Cz | 29 Pt |
| ------------- | ----- | ----- | ----- | ----- | ----- |
| Cross-country |       | 3     |       | 3     |       |

Legenda
|  | Eliminacje |  | Finał (ilość) |

## Medaliści

### Kobiety
| Konkurencja        | Złoto                                                                | Wynik     | Srebro                                                               | Wynik     | Brąz                                                              | Wynik     |
| Konkurencja        | Drużyna/Zawodniczka                                                  | Wynik     | Drużyna/Zawodniczka                                                  | Wynik     | Drużyna/Zawodniczka                                               | Wynik     |
| 10 km st. dowolnym | Coraline Thomas Hugue                                                | 29:42,7   | Anaïs Bescond                                                        | 29:44,9   | Anouk Faivre-Picon                                                | 30:38,1   |
| 10 km drużynowo    | Francja · Coraline Thomas Hugue · Anaïs Bescond · Anouk Faivre-Picon | 1:30:05,7 | Rosja · Swietłana Nikołajewa · Natalja Iljina · Natalja Korostielowa | 1:34:01,8 | Kazachstan · Marina Matrosowa · Jelena Kołomina · Tatjana Osipowa | 1:34:02,1 |
| sprint drużynowy   | Francja · Anouk Faivre-Picon · Célia Aymonier                        | 18:28,9   | Rosja · Swietłana Nikołajewa · Natalja Iljina                        | 18:30,2   | Kazachstan · Marina Matrosowa · Jelena Kołomina                   | 18:38,4   |

### Mężczyźni
| Konkurencja        | Złoto                                                                | Wynik      | Srebro                                                    | Wynik      | Brąz                                                     | Wynik      |
| Konkurencja        | Drużyna/Zawodnik                                                     | Wynik      | Drużyna/Zawodnik                                          | Wynik      | Drużyna/Zawodnik                                         | Wynik      |
| 15 km st. dowolnym | Robin Duvillard                                                      | 37:37,3    | Ivan Perrillat Boiteux                                    | 37:43,0    | Mathias Wibault                                          | 37:55,8    |
| 15 km drużynowo    | Francja · Robin Duvillard · Ivan Perrillat Boiteux · Mathias Wibault | 1:53:16,13 | Szwajcaria · Jonas Baumann · Dario Cologna · Remo Fischer | 1:57:43,52 | Austria · Johannes Dürr · Bernhard Tritscher · Max Hauke | 1:59:08,23 |
| sprint drużynowy   | Szwajcaria · Jonas Baumann · Dario Cologna                           | 16:11,8    | Austria · Bernhard Tritscher · Max Hauke                  | 16:12.3    | Czechy · Martin Jakš · Dušan Kožíšek                     | 16:12.7    |

## Klasyfikacja medalowa
* Gospodarz zawodów został zaznaczony tym kolorem.
| Miejsce           | Reprezentacja     | Złoto | Srebro | Brąz | Razem |
| ----------------- | ----------------- | ----- | ------ | ---- | ----- |
| 1                 | Francja *         | 5     | 2      | 2    | 9     |
| 2                 | Szwajcaria        | 1     | 1      | 0    | 2     |
| 3                 | Rosja             | 0     | 2      | 0    | 2     |
| 4                 | Austria           | 0     | 1      | 1    | 2     |
| 5                 | Kazachstan        | 0     | 0      | 2    | 2     |
| 6                 | Czechy            | 0     | 0      | 1    | 1     |
| Ogółem (6 państw) | Ogółem (6 państw) | 6     | 6      | 6    | 18    |